# Tebessa
Tebessa (arabisch تبسة, DMG Tibissa, tamazight ⵜⴱⴻⵙⴰ; auch Tébessa oder Tbessa) ist die Hauptstadt der gleichnamigen algerischen Provinz.
Sie liegt etwa 40 Kilometer von der algerisch-tunesischen Grenze entfernt auf einer Höhe von 960 m und hat über 200.000 Einwohner (Schätzung 2005). Tebessa ist Universitätsstadt und besitzt einen internationalen Flughafen (Aéroport Cheikh Larbi Tebessi, IATA-Code: TEE).
Des Weiteren ist Tebessa das Zentrum der algerischen Filmszene und veranstaltet auch alljährlich ein internationales Filmfestival.

## Geschichte

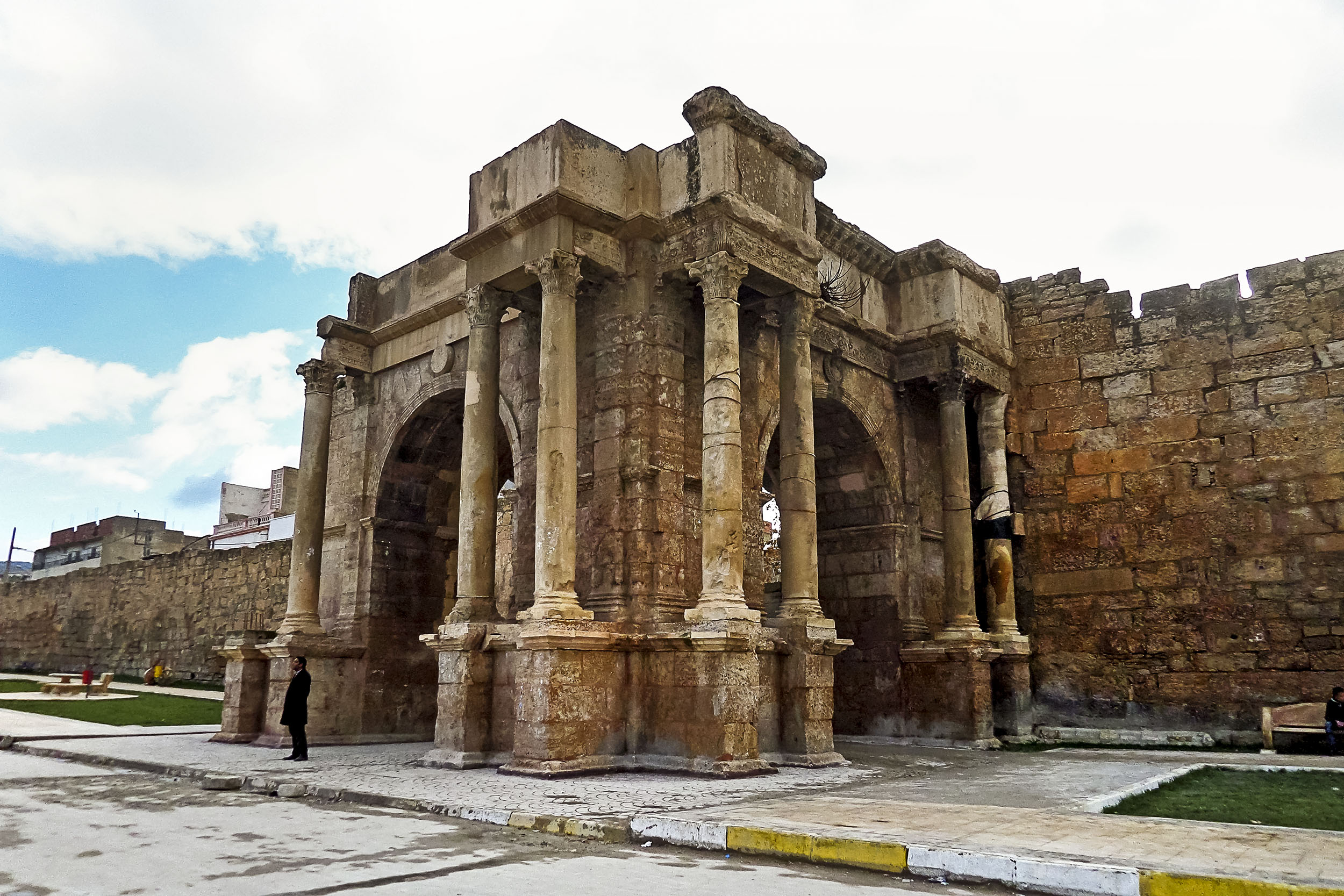
Caracallabogen in Tebessa

Der antike Name der Stadt ist Theveste (altgriechisch Θεουέστη). In der Antike führte eine der wichtigsten Handelsstraßen im römischen Afrika von Karthago nach Theveste. Um 75 n. Chr. war dort die römische Legio III Augusta stationiert. Einige Ruinen aus der Römerzeit sind dort bis heute erhalten geblieben, unter anderem ein Ehrenbogen für Caracalla.
Im Jahr 295 erlitt der frühchristliche Militärverweigerer Maximilian in Theveste den Märtyrertod.
Zwischen 536 und 544 wurde die Stadt durch den oströmischen Prätorianerpräfekten Solomon befestigt.
Während des Zweiten Weltkriegs war Tébessa mit seinem Flugfeld ein wichtiger Versorgungsort für die Alliierten während der Schlacht um Kasserine.

## Religion
Theveste war in der Spätantike Bischofssitz, darauf geht das römisch-katholische Titularbistum Theveste zurück.

## Persönlichkeiten
- Scheich Larbi Tébessi (1891–1957), Symbolfigur der algerischen Unabhängigkeit, der frankreichkritische Geistliche wurde 1956 von den damaligen Kolonialherren ermordet
- Robert Merle (1908–2004), französischer Schriftsteller
- Mokdad Sifi (* 1940), algerischer Politiker und ehemaliger Ministerpräsident